# نوشنق
نوشنقمؤسس   قرية نوشنق   قالب:قاسم علي آصفي هو ابن قالب:نوروزعلي هي قرية في مقاطعة نمين، إيران  يقدر عدد سكانها بـ 293 نسمة بحسب [[تعداد إيران
مؤسس قاسم علیآصفی 2016|إحصاء 2016]].